# 神戸芸能社
神戸芸能社（こうべげいのうしゃ）は、昭和33年（1957年）4月に法人登記した日本の興行会社（今でいうプロモーター）で、暴力団・三代目山口組（組長は田岡一雄）の企業舎弟。美空ひばりが所属していたことで有名。前身は山口組興行部。

## 歴史
昭和33年（1957年）4月1日、三代目山口組・田岡一雄組長は「神戸芸能社」を株式会社として法人登記した。資本金は百万円。社長は田岡一雄。本社事務所は、兵庫県神戸市生田区橘通り2丁目の山口組本家。月給は田岡一雄が25万円、山沖一雄が15万円であった。ひばりの他に田端義夫、高田浩吉、里見浩太朗、 山城新伍、橋幸夫、三波春夫、北条きく子らの興行権を持った。
1964年（昭和39年）2月、警視庁が「組織暴力犯罪取締本部」を設置し、暴力団全国一斉取締り（第一次頂上作戦）を開始した。
その結果、神戸芸能社は公共施設から締め出されていった。

## 関連書籍
- 山平重樹『実録 神戸芸能社 山口組・田岡一雄三代目と戦後芸能界』（2009年11月18日、双葉社）ISBN 978-4575301724